# La Bouée
Cet article possède un paronyme, voir Bouée (homonymie).
La Bouée est un film muet français réalisé par Louis Feuillade sorti en 1909.

## Distribution
- Alice Tissot
- Maurice Vinot
- Renée Carl
- Henri Duval